# Rezidentura
Rezidentura (ryska: Резидентура) var NKVD:s och senare KGB:s spioncentraler i utlandet. En rezidentura var underställd Första direktoratet i NKVD, som svarade för utländsk verksamhet. En rezidentura svarade för koordinering av informationsinhämtning och värvning av informatörer som av nationalistiska, ideologiska skäl eller genom utpressning ville delta i spionverksamheten.  En viktig informationskälla var "nyttiga idioter" som utan att vara fullt medvetna kunde ge värdefull information om statsförvaltning, forskning, industri etc. Rezidenturorna infördes i USA och västländerna redan på 1920-talet. Varje rezidentura leddes av en rezident, det vill säga spionchef.
Rezidenturorna i amerikanska storstäder spelade nyckelroll vid organisering av spionage för att komma åt forskningsresultat vid utveckling av kärnvapen på 1940-talet, och genom detta påskyndade Sovjetunionens arbete att ta fram atom- och vätebomben.